# Curaçao National Championship AA League
La Curaçao National Championship AA League es una liga de béisbol profesional, afiliada a la Honkbal Hoofdklasse holandesa. Es el segundo campeonato de más alto nivel en Curazao, solo detrás de la Liga Profesional de Béisbol de Curazao, fungiendo como sucursal de ésta Liga y de la holandesa. En la AA participan jugadores neerlandeses y curazoleños.
La temporada normalmente termina en el mes de octubre con la serie final a ganar 4 de 7 juegos. Actualmente está conformada por 8 equipos. El equipo más ganador del circuito son los WildCats KJ74 con 16 Campeonatos. La rivalidad más fuerte que existe en la liga es entre los WildCats KJ74 y los Sta. María Pirates.
Cabe destacar que el equipo campeón representó a Curazao en la Serie del Caribe 2023 realizada en el mes de febrero de ese año en Venezuela, contando con los respectivos equipos campeones de: República Dominicana, Colombia, México, Puerto Rico, Cuba, Panamá y Venezuela.
A partir de 2025 participa en la Baseball Champions League Americas.

## Equipos

### Actuales
| Curaçao National Championship AA League 2022 |           |         |        |
| Equipo                                       | Fundación | Mánager | Ciudad |
| Firebirds                                    |           |         |        |
| Groot Kwartier Stars                         | 1975      |         |        |
| Marchena Braves                              |           |         |        |
| Royal Scorpions                              | 1975      |         |        |
| Sta. María Pirates                           | 1975      |         |        |
| Sta. Rosa Indians                            | 1975      |         |        |
| WildCats KJ74                                | 1975      |         |        |

### Desaparecidos
A lo largo de su historia la liga ha tenido otros clubes, que por diversas circunstancias han dejado el circuito. 
| Equipo             | Dato Relevante                                                                         |
| Alpha Zelbo        | Logró su único título en 1982.                                                         |
| Van Engelen Giants | Logró su único título en 2019. Su continuidad se afectó debido a la pandemia Covid-19. |

## Campeones
A continuación se muestran todos los equipos campeones desde la primera temporada en 1975 hasta la actualidad.

### Curaçao National Championship AA League
| Temporada | Equipo Campeón     | Equipo Subcampeón    |                   |
| 1975      | WildCats KJ74      | Royal Scorpions      |                   |
| 1976      | WildCats KJ74      | Royal Scorpions      |                   |
| 1977      | WildCats KJ74      | Royal Scorpions      |                   |
| 1978      | WildCats KJ74      | Sta. Rosa Indians    |                   |
| 1979      | Royal Scorpions    | WildCats KJ74        |                   |
| 1980      | WildCats KJ74      | Royal Scorpions      |                   |
| 1981      | Royal Scorpions    | WildCats KJ74        |                   |
| 1982      | Alpha Zelbo        | WildCats KJ74        |                   |
| 1983-85   | No hubo temporada  | No hubo temporada    | No hubo temporada |
| 1986      | Sta. Rosa Indians  | WildCats KJ74        |                   |
| 1987      | Sta. Rosa Indians  | WildCats KJ74        |                   |
| 1988      | No hubo temporada  | No hubo temporada    | No hubo temporada |
| 1989      | Sta. María Pirates | Sta. Rosa Indians    |                   |
| 1990      | Royal Scorpions    | Sta. María Pirates   |                   |
| 1991      | Sta. María Pirates | Sta. Rosa Indians    |                   |
| 1992-93   | No hubo temporada  | No hubo temporada    | No hubo temporada |
| 1994      | WildCats KJ74      | Royal Scorpions      |                   |
| 1995      | WildCats KJ74      | Sta. Rosa Indians    |                   |
| 1996      | WildCats KJ74      | Royal Scorpions      |                   |
| 1997      | WildCats KJ74      | Sta. María Pirates   |                   |
| 1998      | WildCats KJ74      | Sta. María Pirates   |                   |
| 1999      | WildCats KJ74      | Sta. María Pirates   |                   |
| 2000      | WildCats KJ74      | Sta. María Pirates   |                   |
| 2001      | WildCats KJ74      | Groot Kwartier Stars |                   |
| 2002      | Royal Scorpions    | Sta. María Pirates   |                   |
| 2003      | Sta. Rosa Indians  | Sta. María Pirates   |                   |
| 2004      | Royal Scorpions    | WildCats KJ74        |                   |
| 2005      | Sta. Rosa Indians  | Sta. María Pirates   |                   |
| 2006      | Sta. María Pirates | Sta. Rosa Indians    |                   |
| 2007      | Sta. María Pirates | Sta. Rosa Indians    |                   |
| 2008      | Sta. Rosa Indians  | Sta. María Pirates   |                   |
| 2009      | Sta. María Pirates | Royal Scorpions      |                   |
| 2010      | Sta. María Pirates | Royal Scorpions      |                   |
| 2011      | Royal Scorpions    | Sta. María Pirates   |                   |
| 2012      | Royal Scorpions    | Sta. María Pirates   |                   |
| 2013      | Sta. María Pirates | WildCats KJ74        |                   |
| 2014      | Sta. María Pirates | WildCats KJ74        |                   |
| 2015      | Sta. María Pirates | WildCats KJ74        |                   |
| 2016      | WildCats KJ74      | Sta. María Pirates   |                   |
| 2017      | WildCats KJ74      | Sta. María Pirates   |                   |
| 2018      | Sta. María Pirates | WildCats KJ74        |                   |
| 2019      | Van Engelen Giants | Sta. Rosa Indians    |                   |
| 2020      | Sta. Rosa Indians  | WildCats KJ74        |                   |
| 2021      | WildCats KJ74      | Royal Scorpions      |                   |
| 2022      | WildCats KJ74      | Sta. María Pirates   |                   |
| 2023      | Royal Scorpions    | Santa Rosa Indians   |                   |
| 2024      | Sta. María Pirates | Royal Scorpions      |                   |

## Campeones de la AAL
| Equipo               | Títulos | Subtítulos | Años de Campeonato                                                                                   |
| -------------------- | ------- | ---------- | --- |
| WildCats KJ74        | 17      | 11         | 1975, 1976, 1977, 1978, 1980, 1994, 1995, 1996, 1997, 1998, 1999, 2000, 2001, 2016, 2017, 2021, 2022 |
| Sta. María Pirates   | 11      | 14         | 1989, 1991, 2006, 2007, 2009, 2010, 2013, 2014, 2015, 2018, 2024                                     |
| Royal Scorpions      | 8       | 10         | 1979, 1981, 1990, 2002, 2004, 2011, 2012, 2023                                                       |
| Sta. Rosa Indians    | 6       | 8          | 1986, 1987, 2003, 2005, 2008, 2020                                                                   |
| Alpha Zelbo          | 1       | 0          | 1982                                                                                                 |
| Van Engelen Giants   | 1       | 0          | 2019                                                                                                 |
| Groot Kwartier Stars | 0       | 1          | |